# LokalSAT
LokalSAT war eine Fernsehplattform, die als Gemeinschaftsprogramm die Sendungen dreier lokaler Fernsehsender per Satellit ausgestrahlt hat. Es handelte sich dabei um einen Verbund verschiedener Regionalsender im westlichen Teil Bayerns.
Das Gemeinschaftsprogramm wurde von intv, TV Allgäu Nachrichten sowie Regio TV Schwaben bestritten. Gefördert wurde sie von der Bayerischen Landeszentrale für neue Medien. Zwischen 18:00 und 24:00 Uhr wurden die Regionalprogramme ausgestrahlt, davon je drei einstündige Sendungen aus Augsburg, die restliche Zeit halbstündige Sendungen aus Kempten und Ingolstadt. Sendebeginn war der 16. September 2004, der Genehmigungszeitraum endet am 31. Dezember 2017. Nachdem die Regionalsender eigene Satellitenplätze erhalten hatten, wurde der Sender am 3. Dezember 2012 eingestellt.